# International Laser Display Association
Die International Laser Display Association (ILDA) wurde im August 1986 in Lake Tahoe, USA gegründet und ist ein weltweit tätiger Verband, in dem sich Unternehmen, Institutionen und natürliche Personen zusammengeschlossen haben, um Laser in den Bereichen Kunst, Unterhaltung und Bildung zu etablieren. Die ILDA ist heute der größte Verband der Lasershow-Branche und gilt gemeinhin als Lasershow-Weltdachverband.

## Organisation
| Präsident          | Tim Walsh      |
| Präsidium          | Dirk Baur      |
| Präsidium          | Hugo Bunk      |
| Präsidium          | Jim Hardaway   |
| Präsidium          | Peter Mayer    |
| Executive Director | Patrick Murphy |

Die ILDA wird von einem fünfköpfigen Präsidium geführt, von denen einer als Präsident fungiert. Präsidium und Präsident werden in einer jährlichen Mitgliederversammlung direkt gewählt. Der Executive Director kümmert sich um die Tagesgeschäfte der ILDA und die Pflege der Homepage.
Die Hauptaktivität der ILDA wird von verschiedenen Komitees erbracht:
- Awards
- Geschäftspraktiken und Produktqualität
- Chinesischer Markt
- Konferenzen und Ausstellungen
- Ethik, Marketing / Werbung und Synergie
- Professional Status
- Sicherheit
- Technik

## Finanzierung
Die ILDA finanziert sich durch Mitgliedsbeiträge. Der Jahresbeitrag richtet sich nach Umsatz des Unternehmens oder nach Status des Mitglieds, so gibt es zum Beispiel spezielle Mitgliedsbeiträge für Studenten.

## Code of Ethics
Mitglieder der ILDA verpflichten sich zu einem fairen Wettbewerb durch ihre Zustimmung zum ILDA Code of Ethics:
- ILDA-Mitglieder streben den kooperativen, verantwortungsvollen und ethischen Einsatz von Laser an
- ILDA-Mitglieder verpflichten sich dazu, ihre Geschäfte in professioneller, ethisch korrekter, sicherer und den guten Sitten entsprechender Art und Weise zu führen; sie tun  alles in ihrer Macht stehende, um Beschwerden gegen sie aufzulösen.
- ILDA-Mitglieder respektieren die Wünsche und Ziele ihrer Kunden.
- ILDA-Mitglieder verpflichten sich dazu, in sämtlichen Ländern und Gegenden, in denen das Mitglied tätig ist, sämtliche Regelungen für den Einsatz von Lasern zu beachten und zu befolgen.
- Kein Mitglied darf wissentlich die Urheberschaft für die Arbeit eines anderen Mitglieds für sich beanspruchen, dulden oder auch durch Untätigkeit für sich gelten lassen.
- ILDA-Mitglieder verpflichten sich dazu, keine falschen oder irreführenden Werbeaussagen zu machen.
- Kein Mitglied wird bewusst unrichtige oder ehrenrührige Aussagen über einen Wettbewerber machen oder durch Stillschweigen entsprechender Aussagen Dritter Geltung verleihen.
- ILDA-Mitglieder werden weder die eigenen Fähigkeiten, noch die des Mediums im Allgemeinen nach außen falsch darstellen.
- ILDA-Mitglieder verpflichten sich dazu, ihnen im Rahmen ihrer Position in der ILDA zugegangenen Informationen vertraulich zu behandeln.

Zuwiderhandlungen können dem Ethik-Komitee der ILDA zu getragen werden, die nach eingehender Prüfung und Vermittlung Sanktionen bis hin zum Ausschluss eines Mitglieds verhängen kann.

## ILDA Awards
Die ILDA Awards sind eine im jährlichen Turnus vergebene Auszeichnung für herausragende technische oder kreative Leistungen im Lasershowmarkt. Dieser wird seit 1988 vergeben und stellt die höchste Auszeichnung der Branche dar.

### Kategorien
Heute gelten folgende Kategorien für die ILDA Awards:
- Der Artistic Award (künstlerische Awards) ist die größte Basiskategorie mit insgesamt rund 10 Unterkategorien.

- Beams/Atmospherics: Abstrakte Raum- / Beamshows
- Graphics Shows: Gegenständliche Laserprojektionen, bzw. Laseranimationen
- Abstract Show: Abstrakte Laserprojektionen, bzw. Laseranimationen
- Beams and Screen Show: Kombination von Projektion und räumlichen Effekten
- Nightclub / Disco Show: Shows für Clubs und Diskotheken
- Laser Photography: Laserfotografien
- Lasers used in Video/Film: Lasershows und Effekte in Film, Fernsehen und auf Video
- Innovative Application: Außergewöhnliche Laseranwendungen
- Live Stage Performance: Bühnendarbietungen
- Multimedia: Kombination von Laser mit anderen Medien

- Der Technical Award (Fenning Award), benannt nach dem gleichnamigen Lasershow-Pionier, wird selten und nur bei bahnbrechenden Innovationen verliehen.
- Der Career Achievement Award ehrt herausragende Persönlichkeiten für ihr Lebenswerk rund um das Thema Laser und Multimedia im Showeinsatz.

## ILDA IDTF
IDTF (image data transfer format) ist ein von der ILDA spezifiziertes Dateiformat zum herstellerübergreifenden Austausch von Grafikendaten für Laserprojektoren.